# Joaquín de Judá
Joaquín (en hebreo: יְהוֹיָכִין‎ Yāhw'yāḵīn; Yahw ha establecido, en latín: Joachin), también conocido como Jeconías (en hebreo: יְהוֹיָכִין‎ Yəḵonə'Yāh; ha establecido Yah, en griego: Iechonias), fue el penúltimo rey de Judá. Gobernó en el período (598 a. C. - 597 a. C.), aproximadamente.
Aparece en el Evangelio de Mateo 1,12 en la genealogía de Jesús: Después de la deportación a Babilonia, Jeconías engendró a Salatiel, y Salatiel a Zorobabel.

## Reinado
Era hijo y sucesor de Joaquim. Duró tan solo tres meses en el trono antes de entregarse al rey babilonio Nabucodonosor II, que saqueó Jerusalén y deportó a miles de notables a Babilonia, incluyendo al propio rey y al profeta Ezequiel. Las pérdidas materiales fueron enormes, y el pueblo judío quedó dividido entre los deportados y los que permanecieron en Judá.
Parece que Ezequiel y otros muchos siguieron reconociendo a Joaquín como rey, a pesar del cautiverio. En el año 562 a. C., Joaquín fue liberado por el sucesor de Nabucodonosor II, Evil-Merodak.
Aparte de la Biblia, Jeconías es referido en cuatro tablillas administrativas babilónicas sobre raciones o entregas de aceite, durante su exilio en Babilonia. Descubiertas en dicha ciudad, datan del décimo al trigésimo quinto año de Nabucodonosor II. Una tablilla llama a Joaquín "rey". Un segundo texto fragmentario lo menciona como rey en un contexto inmediato que se refiere a “[hi]jos del rey de Judá” y “judaítas”. La tercera tabla lo llama "el hijo del rey de Judá" y se refiere a "los cinco hijos del rey de Judá". El cuarto texto, el más fragmentario de todos, confirma “Judá” y parte del nombre de Jeconías, pero no aporta datos que no se encuentren en los otros textos.

## Sucesión
| Predecesor: Joaquim | Rey de Judá 598 a. C. - 597 a. C. | Sucesor: Sedecías |